# Dürrenstein (Ybbstaler Alpen)

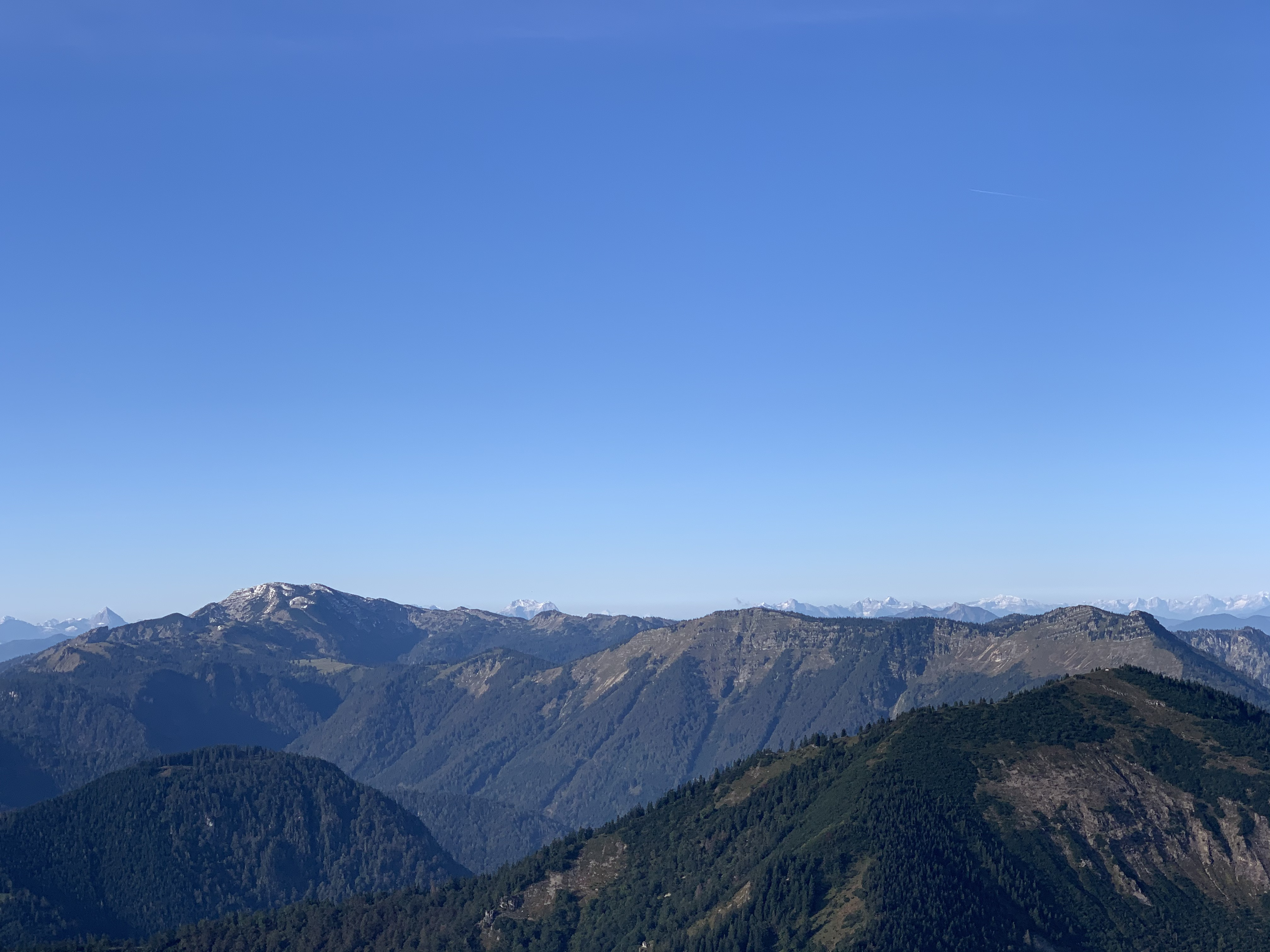
Blick vom Ötscher, aus nordöstlicher Richtung, auf das Dürrensteinmassiv. Rechts im Bild der Scheiblingstein (1622 m ü. A.) mit der Scheibe (1602 m ü. A.). Mittig der Bärenleitenkogel (1635 m ü. A.) und links der Dürrenstein.

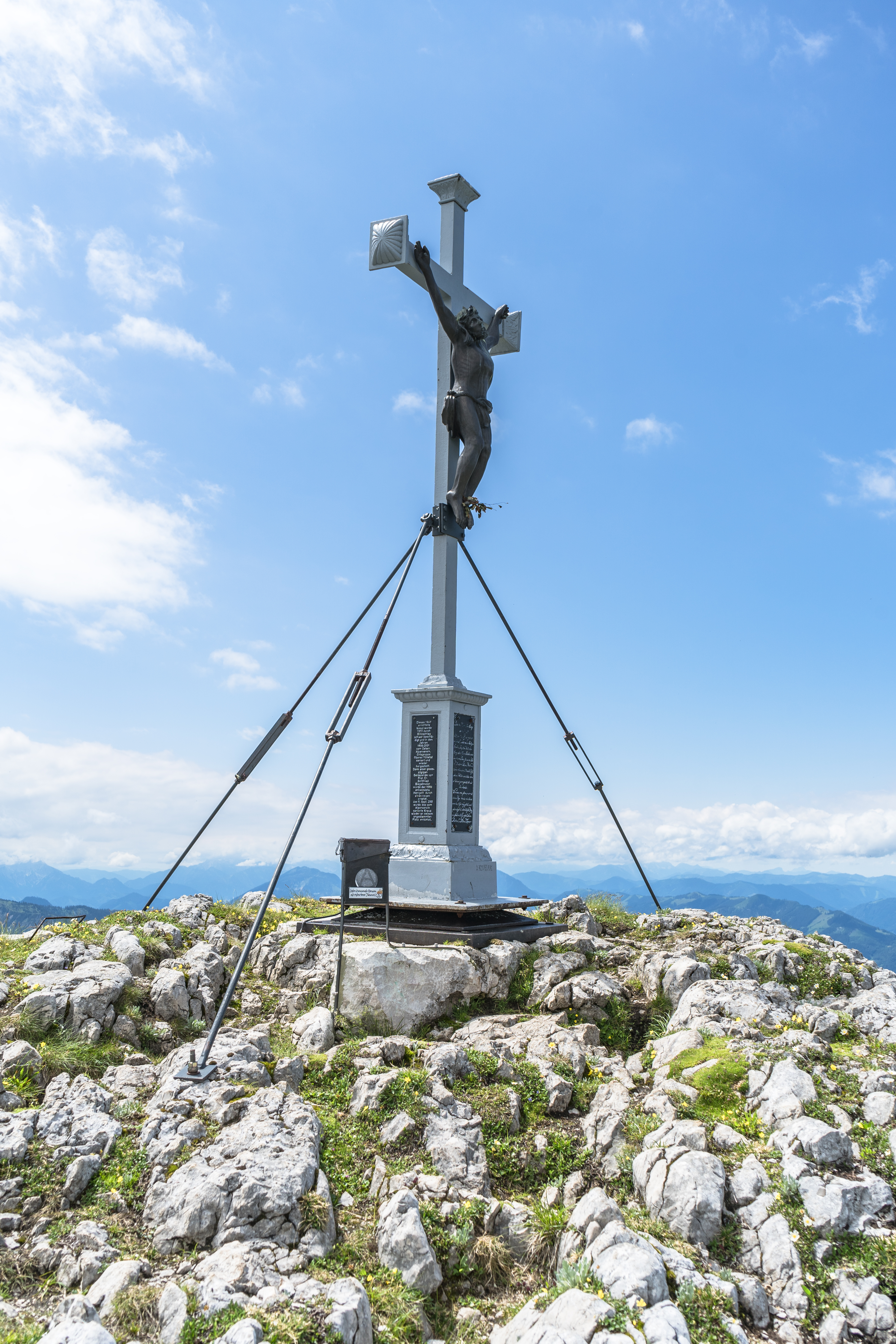
Das Gipfelkreuz auf dem Dürrenstein

Der Dürrenstein ist ein 1878 m ü. A. hohes Bergmassiv im südwestlichen Niederösterreich. Er ist der dritthöchste Gipfel der Ybbstaler Alpen und nach dem Ötscher der höchste Berg des Mostviertels. Das breite Kalksteinmassiv liegt südlich von Lunz am See im niederösterreichisch-steirischen Grenzgebiet. Es ist ähnlich geformt wie der Ötscher (1893 m), der sich etwa 20 km östlicher befindet. 

## Geomorphologie
Der Gipfel des Dürrenstein erhebt sich am Südrand des über 15 km² großen Dürrensteinplateaus. Es befindet sich großteils über 1400 m ü. A., ist stark verkarstet und weist Kuppen auf, welche das Plateau um bis zu 300 m überragen. In südliche Richtung wird es stark vom Seetal eingeschnitten, welches bis zum Obersee aufsteigt. Im Süden fällt der Dürrenstein, über steile Wände, 1000 m ins Steinbachtal ab. Im Norden erheben sich der 1582 m ü. A. hohe Große Hetzkogel und der Scheiblingstein (1622 m ü. A.).

## Umgebung
Lunzer See, Mittersee und Obersee sind drei unterschiedliche eiszeitliche Seen. Der Mittersee weist eine extreme Durchflussrate und viele Quellen auf und hat das ganze Jahr nur um die 7 °C. Am Obersee findet man schöne Niedermoore und Schwingrasen.
In einigen Dolinen am Dürrensteinplateau wurden in der Vergangenheit extrem tiefe Nachttemperaturen gemessen. In der Doline Grünloch, die als Kältepol Österreichs oder gar Mitteleuropas gilt, befand sich aus diesem Grund während des Zweiten Weltkriegs auch eine Versuchsstation der Wehrmacht, in der Fahrzeugmotoren hinsichtlich ihrer Eignung für die Kriegführung in Sibirien getestet wurden. Einige stark verrostete Relikte aus dieser Zeit sind dort auch heute noch zu sehen. In dieser Doline wurde am 19. Februar 1932 eine Temperatur von −52,6 Grad Celsius gemessen.
Der Rothwald südöstlich des Dürrensteins gilt als der letzte Urwald in Österreich, ist jedoch nicht zugänglich. Er ist Teil des Wildnisgebiets Dürrenstein, eines der größten erhaltenen Urwaldgebiete Mitteleuropas. Es gehört zum Weltnaturerbe „Alte Buchenwälder und Buchenurwälder der Karpaten und anderer Regionen Europas“.
|  |

## Routen

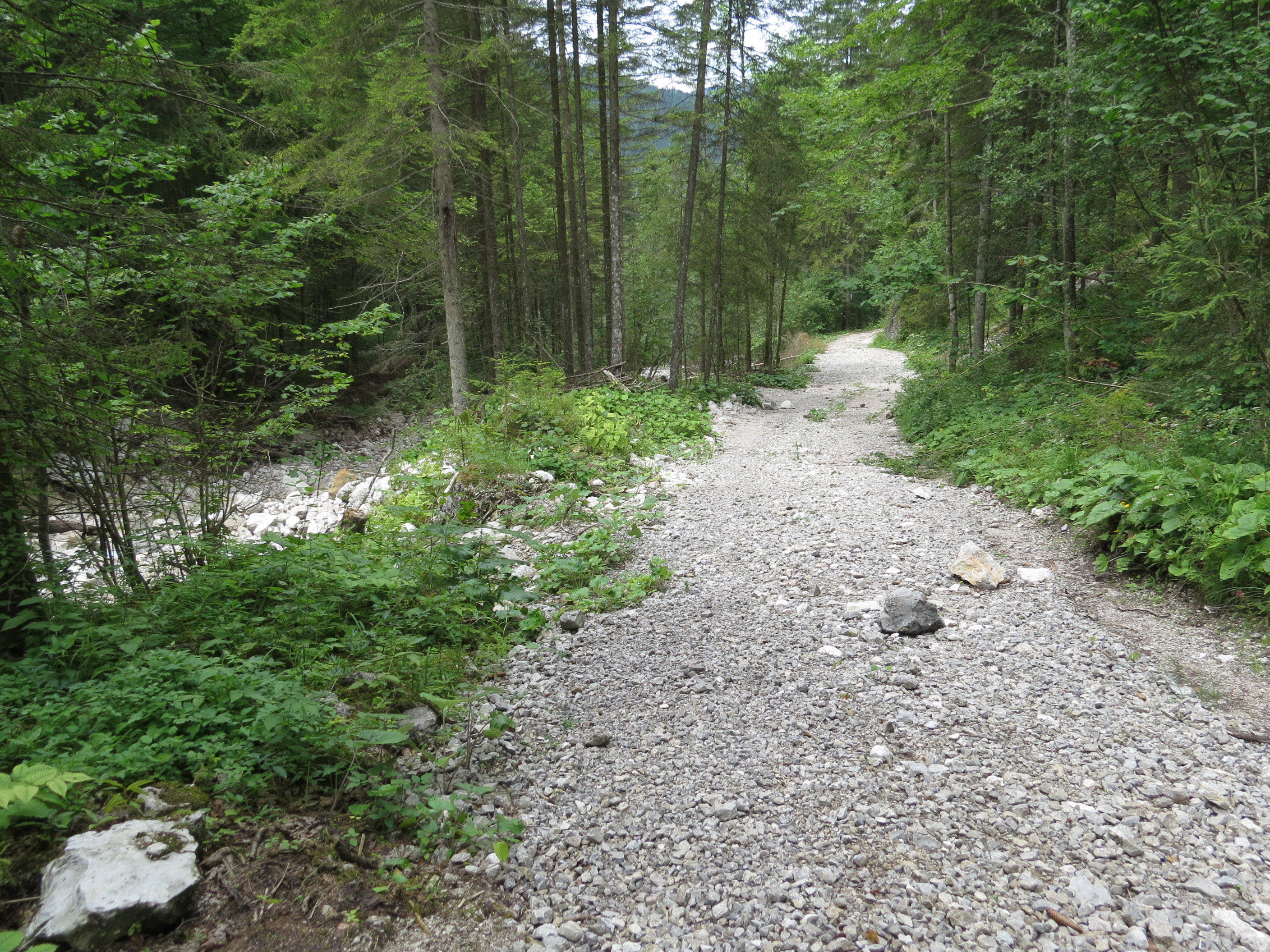
Lechnergraben

- Aufstiege zum Gipfel via Ybbstaler Hütte von Steinbach, Stiegengraben bzw. Lechnergraben
- Tagles oder Seetal via Herrenalm zum Gipfel

## Geologie
Der Dürrenstein gehört geologisch zu den Nördlichen Kalkalpen. Tektonisch sind der Dürrensteingipfel und das Dürrensteinplateau Teil der Ötscher Decke. Der größte Teil des Dürrensteinplateaus wie auch der Gipfel werden aus Dachsteinkalk und Dachsteindolomit der oberen Trias aufgebaut. An den nordwestlichen und südwestlichen Hängen finden sich Ramsaudolomit und Lunzer Schichten der mittleren Trias. Im nördlichen Bereich des Massivs gibt es zwei kleine Vorkommen kreidezeitlicher Gosausedimente, in diesem Bereich ist es fossilreicher Sandstein. Im Gebiet um den Obersee sind Sedimente aus dem Jura abgelagert worden: Das sind die Oberseebrekzie und Hierlatzkalke. Am Dürrensteinplateau sind zahlreiche Karsterscheinungen wie Dolinen oder Karstschüsseln zu beobachten. Außerdem finden sich am Dürrensteinplateau an vielen Orten Augensteinschotter.